# Miguel Hernández (piłkarz)
Miguel Hernández Sánchez (ur. 19 lutego 1970 w Madrycie) – hiszpański piłkarz występujący na pozycji obrońcy. Trener piłkarski.

## Kariera klubowa
Hernández karierę rozpoczynał w 1989 roku w Galáctico Pegaso. W 1990 roku został graczem zespołu Rayo Vallecano, grającego w Segunda División. W sezonie 1991/1992 wywalczył z nim awans do Primera División. W lidze tej zadebiutował 5 września 1992 w przegranym 0:1 meczu z Valencią. 22 listopada 1992 w wygranym 1:0 pojedynku z Osasuną strzelił pierwszego gola w Primera División. W Rayo grał do końca sezonu 1993/1994.
W 1994 roku Hernández przeszedł do Espanyolu, także grającego w Primera División. Przez dwa sezony w jego barwach wystąpił dwa razy i w 1996 roku odszedł do Salamanki, występującej w Segunda División. Spędził tam sezon 1996/1997. Następnie grał w zespole tej samej ligi - Lleidzie, a także w drużynach Segunda División B - Terrassie i Móstoles. W 2000 roku zakończył karierę.
W Primera División rozegrał 66 spotkań i zdobył dwie bramki.

## Kariera reprezentacyjna
Hernández występował w reprezentacji Hiszpanii U-23.
W 1992 roku był członkiem reprezentacji, która zdobyła złoty medal na letnich igrzyskach olimpijskich.